# Cyanicterus cyanicterus
El frutero lomiazul, tangara dorsiazul o frutero de lomo azul (Cyanicterus cyanicterus) es una especie de ave paseriforme de la familia Thraupidae, la única especie del género monotípico Cyanicterus. Es nativa del norte de Sudamérica. 

## Distribución y hábitat
Se distribuye de forma disjunta; en una extensa área que va del este de Venezuela, por Guyana, Surinam, Guayana francesa y extremo norte de Brasil (norte de Amapá y Pará), y localizadamente al este de (Amazonas, y en Pará, tanto al norte como al sur del río Amazonas.
Esta especie es considerada poco común y local en su hábitat natural: el dosel de selvas húmedas, en tierras bajas y colinas, generalmente por debajo de 200 m de altitud, pero puede llegar hasta los 500 m.

## Descripción
Mide de 17 a 18 cm de longitud. Tiene el dorso de color azul cobalto brillante y las partes inferiores de color amarillo brillante, además de la mayor parte de su cara. Su pico es negruzco y ligeramente curvo, mientras que el iris es de color anaranjado. Las patas son de color amarillo anaranjado. Presenta dimorfismo sexual, la hembra es más pálida, azul cerúleo por arriba con las alas y cola más cobalto; la cara, garganta y pecho de color amarillo ocráceo brillante, por abajo amarillo brillante.

## Comportamiento
Usualmente anda en parejas que forrajean bien alto en la selva, acompañando a bandadas mixtas de otros tráupidos y otras aves.

### Alimentación
Se alimenta de frutos e insectos.

### Vocalización
El llamado es un sonoro y llamativo «tsii-tsiiu» o «tsii-tsiiu-tsiuu», de timbre alto, algunas veces dado en vuelo.

## Sistemática

Pyranga cyanicterus, macho, ilustración de Oudart en Vieillot, La Galerie des Oiseaux, 1825–1834.

### Descripción original
La especie C. cyanicterus fue descrita por primera vez por el naturalista francés Louis Jean Pierre Vieillot en 1819 bajo el nombre científico Pyranga cyanictera; su localidad tipo es: «Cayena, Guayana Francesa».
El género Cyanicterus fue propuesto por Charles Lucien Bonaparte en 1850, que adoptó como nombre genérico el epíteto original de la especie.

### Etimología
El nombre genérico masculino y el epíteto «Cyanicterus» se compone de las palabras del griego «kuanos»: azul oscuro, e «ikteros»: amarillo ictericio, en referencia a los colores de la especie.

### Taxonomía
Es monotípica. Los amplios estudios filogenéticos recientes de Burns et al. (2014) demuestran que la presente especie es pariente cercana del género Nemosia por un lado y del par formado por Compsothraupis loricata y Sericossypha  albocristata por el otro, todos en una subfamilia Nemosiinae.
.